# Calomys callidus
Calomys callidus е вид гризач от семейство Мишкови (Muridae). Видът не е застрашен от изчезване.

## Разпространение
Разпространен е в Аржентина и Парагвай.

## Описание
Теглото им е около 27 g.